# Absa Faye
Pour les articles homonymes, voir Faye.
Absa Faye est la deuxième épouse de Bassirou Diomaye Faye, co-épouse de Marie Khone Faye et Première dame du Sénégal.

## Biographie

### Origines et formation
Absa Faye, originaire de Dakar, est la deuxième d'une fratrie de cinq enfants. Elle a poursuivi ses études à l'École supérieure polytechnique (ESP) de Dakar, où elle a suivi des cours en gestion. C'est dans ce cadre qu'elle a rencontré Bassirou Diomaye Faye, alors professeur de fiscalité. Leur relation, basée sur un respect mutuel et une admiration partagée, a abouti à leur mariage le 4 février 2023 à Keur Massar. Absa Faye est musulmane et a donné naissance à leur première fille le 23 janvier 2025.
Discrète mais engagée, Absa Faye s'est illustrée par sa présence lors de la cérémonie d'ouverture des Jeux olympiques de Paris le 26 juillet 2024, aux côtés de son époux. Elle est également active dans des œuvres sociales et caritatives, et est passionnée par la lecture et le développement personnel.

### Première dame du Sénégal
Elle devient Première dame, en même temps que sa co-épouse Marie Khone Faye, avec l'investiture de Bassirou Diomaye Faye.

### Vie privée
Absa Faye s'est mariée à Bassirou Diomaye Faye le 4 février 2023 à Keur Massar,,. C'est le second mariage de ce dernier,,.
Absa Faye accouche le 23 janvier 2025 de leur première fille. Elle porte le nom de la mère d'Ousmane Sonko.